# بيير جورج
بيير جورج (بالسويدية: Pierre Gallo)‏ (24 يناير 1975 ستوكهولم السويد - ) هو لاعب كرة قدم سويدي، يلعب كلاعب وسط، لعب 437 مباراة وسجل 55 هدف.

## مسيرته

### مسيرته مع الأندية
- 1992 - 1997 لعب مع أيك سولنا 65 مباراة سجل خلالها 5 أهداف.
- 1998 - 2000 لعب مع نادي يورغوردينس 68 مباراة سجل خلالها 16 هدف.
- 2001 - 2003 لعب مع نادي برينه 69 مباراة سجل خلالها 15 هدف.
- 2004 - 2004 لعب مع نادي لاندسكرونا [الإنجليزية]‏ 13 مباراة.
- 2005 - 2006 لعب مع نادي نوركوبنغ 31 مباراة سجل خلالها 4 أهداف.
- 2007 - 2010 لعب مع أي كي سيريوس 75 مباراة سجل خلالها 6 أهداف.
- 2007 - 2010 لعب مع نادي سيريوس [الإنجليزية]‏ 75 مباراة سجل خلالها 6 أهداف.
- 2011 - 2012 لعب مع IK Frej [الإنجليزية]‏ 41 مباراة سجل خلالها 3 أهداف.

## روابط خارجية
- بيير جورج على موقع اتحاد السويد (السويدية)
- بيير جورج على موقع قاعدة بيانات كرة القدم.إي يو (الإنجليزية)